# 지오메트리 파이프라인
지오메트리 파이프라인(geometry pipelines), 즉 기하 파이프라인에서 수행되는 것과 같은 모델링 기본 요소의 기하학적 조작은 기하학적 모델을 기반으로 이미지 생성을 수행하는 컴퓨터 그래픽스 시스템의 첫 번째 단계이다. 지오메트리 파이프라인은 원래 소프트웨어로 구현되었지만, 특히 1980년대 초 초고밀도 집적 회로 (VLSI)의 출현 이후 하드웨어 구현에 매우 적합해졌다. 1981년경 스탠퍼드 대학교의 제임스 H. 클라크와 마크 해나(Marc Hannah)가 개발한 지오메트리 엔진이라는 장치는 현대 이미지 합성 래스터 디스플레이 시스템에서 점점 더 상품화되는 기능의 분수령이 되었다.
기하 변환은 고전적인 기하 기반 그래픽 이미지 렌더링 파이프라인의 첫 번째 단계의 일부로 다각형 또는 모델링 프리미티브로 사용되는 다른 기하 객체의 정점에 적용된다. 기하 계산은 다각형을 변환하거나 표면 노멀을 복구하는 데 사용될 수 있으며, 이후 렌더링에 사용되는 조명 및 셰이딩 계산을 수행하는 데 사용될 수 있다.

## 역사
지오메트리 파이프라인의 하드웨어 구현은 초기 에반스 앤 서덜랜드(Evans & Sutherland)의 Picture System에서 소개되었지만, 실리콘 그래픽스 (SGI)에서 출시한 다양한 그래픽 시스템 제품에 나중에 적용되면서 더 넓은 인정을 받았다. 초기 SGI 기하 하드웨어는 모든 조명 및 셰이딩이 별도의 하드웨어 구현 단계에서 처리되는 간단한 모델 공간에서 스크린 공간 뷰잉 변환을 수행했다. 나중에는 RealityEngine과 같은 훨씬 더 높은 성능의 응용 프로그램에서 렌더링 지원의 일부를 수행하는 데도 적용되기 시작했다.
최근에는 1990년대 후반부터 복잡한 장면의 조작 및 렌더링을 수행하는 데 필요한 하드웨어 지원이 소비자 시장에 접근 가능해졌다.
엔비디아 및 AMD 그래픽스 (이전 ATI)와 같은 회사들이 이 분야의 현재 선두 하드웨어 공급업체이다. 엔비디아의 지포스 그래픽 카드 라인은 소비자 PC 시장에서 완전한 OpenGL 및 Direct3D 하드웨어 기하 처리를 지원하는 최초의 제품이었으며, 렌디션 베리테(Rendition Verite)와 같은 일부 초기 제품은 독점 프로그래밍 인터페이스를 통해 하드웨어 기하 처리를 통합했다. 전반적으로 3Dfx, 매트록스 등의 초기 그래픽 가속기는 기하 처리를 위해 CPU에 의존했다.
이 주제는 현대 컴퓨터 그래픽스의 기술적 기초의 일부이며, 컴퓨터 과학 교육의 일부로 학부 및 대학원 수준 모두에서 가르치는 포괄적인 주제이다.

## 같이 보기
- 정점 파이프라인
- 그래픽스 파이프라인 (픽셀 파이프라인 포함)
- 래스터화
- 오픈 그래픽스 프로젝트